# Eldar Szengiełaja
Eldar Nikołajewicz Szengiełaja (ros. Эльда́р Никола́евич Шенгела́я, gruz. ელდარ ნიკოლოზის ძე შენგელაია; ur. 26 stycznia 1933, zm. 4 sierpnia 2025) – radziecki i gruziński reżyser filmowy i scenarzysta. Zasłużony Działacz Sztuk Gruzińskiej SRR.

## Rodzina
Jego ojciec Nikołaj Szengiełaja był reżyserem, a matka Nato Wacznadze aktorką. Jego brat Gieorgij Szengiełaja też jest reżyserem filmowym.

## Wybrana filmografia
- 1957: Legenda o lodowatym sercu (Легенда о ледяном сердце) (wspólnie z Aleksiejem Sacharowem)[3]
- 1959: Śnieżna baśń (Снежная сказка) (wspólnie z Aleksiejem Sacharowem)[3]
- 1963: Biała karawana (Белый караван) (wspólnie z Тamazem Meliawą)[3]
- 1965: Mikeła (Микела) (новелла в киноальманахе «Страницы прошлого»)[3]
- 1968: Niezwykła wystawa (Необыкновенная выставка)[3]
- 1973: Dziwacy (Чудаки)[3]
- 1977: Macocha Samaniszwili (Мачеха Саманишвили)[3]

## Odznaczenia
- Zasłużony Działacz Sztuk Gruzińskiej SRR
- Ludowy Artysta Gruzińskiej SRR (1979)
- Ludowy Artysta ZSRR (1988)
- Order Czerwonego Sztandaru Pracy (1976)
- Order Lenina (1986)
- Order Zwycięstwa Świętego Jerzego (2009)[4]
- Prezydencki Order Doskonałości (2013)[4]